# Lübeck-Kücknitz
Kücknitz ist der neunte von zehn Lübecker Stadtteilen.

## Lage
Kücknitz liegt nördlich der Trave, nordöstlich des Lübecker Zentrums zwischen den anderen Stadtteilen St. Gertrud und Schlutup im Süden, St. Lorenz Nord im Südwesten und Travemünde im Nordosten.
Erreichbar ist Kücknitz vom Lübecker Zentrum aus durch den mautpflichtigen Herrentunnel oder über die Autobahnen A 1 und A 226.

## Stadtteilgliederung
Kücknitz besteht aus vier Lübecker Stadtbezirken:
- 27: Dänischburg / Siems / Rangenberg / Wallberg
- 28: Herrenwyk
- 29: Alt-Kücknitz / Dummersdorf / Roter Hahn
- 30: Pöppendorf

Der Stadtteil Kücknitz ist umgeben von viel Wald, Landschafts- und Naturschutzgebieten und man ist nahe der Trave und der Ostsee.

## Bevölkerungsstruktur
Die Bevölkerungsstruktur entspricht weitgehend dem Lübecker Durchschnitt. Der Anteil der Arbeitslosen an der Wohnbevölkerung liegt leicht über dem Lübecker Durchschnitt, ebenso der Anteil der Einwohner mit einer anderen als der deutschen Staatsangehörigkeit.

## Geschichte
In der Nähe von Pöppendorf liegen das jungsteinzeitliche Pöppendorfer Großsteingrab und der wagrische Pöppendorfer Ringwall. Später entstanden in der Nähe im Bereich zwischen Travemünde und der nördlichen Untertrave zunächst Herrenwyk, Siems und Dummersdorf, bevor 1314 die ehemals slawische Siedlung Kücknitz das erste Mal urkundlich erwähnt wurde.
1715 nahm im Waldhusener Forst ein Holzvogt seinen Dienst auf. 1765 wurde das Forsthaus Waldhusen gebaut, das als ältester Wohn- und Dienstsitz eines Försters in Deutschland gilt.
1913 wurde Kücknitz nach Lübeck eingemeindet.

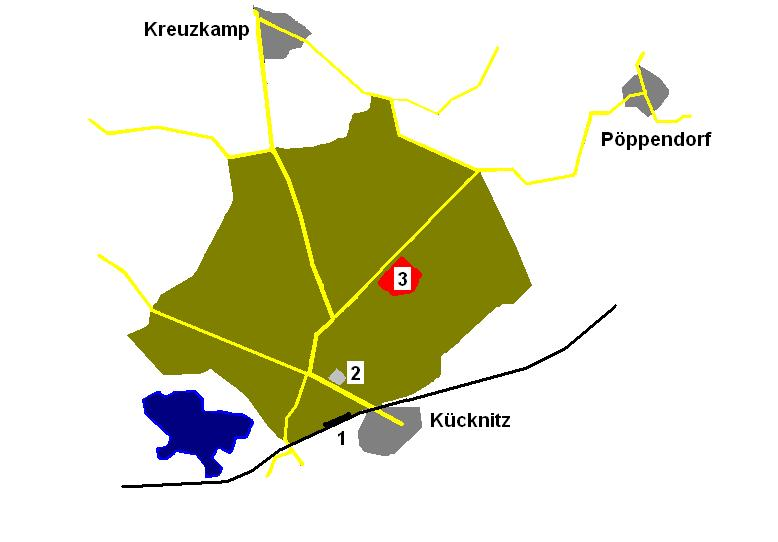
Lageplan Bahnhof Kücknitz (1), Forsthaus Waldhusen (2) und Lager Pöppendorf (3)

Im Juli 1945 errichtete die britische Militärregierung das Lager Pöppendorf im Waldhusener Forst in der Nähe des Bahnhofs Kücknitz als Internierungslager für Wehrmachtsangehörige. Ab November 1945 wurde es als Durchgangslager für deutsche Flüchtlinge aus den Ostgebieten genutzt. Mit insgesamt über 500.000 Ostflüchtlingen während der Existenz des Lagers war Pöppendorf das größte Lager in Schleswig-Holstein. Das schon von der SS als Zwangsarbeiterlager auf der Herreninsel beim heutigen Herrentunnel errichtete „Lager Am Stau“ wurde im Sommer 1947 für polnische Displaced Persons genutzt. Über beide Lager wurden polnische und baltische Staatsangehörige zum Teil gegen ihren Willen in ihre Heimat zurückgeführt. Die Militärregierung räumte beide Lager im Sommer 1947. Am 9. September wurden im Rahmen der Operation Oasis 4319 ehemalige Passagiere der Exodus untergebracht, die am 18. Juli 1947 etwa 20 Kilometer vor Gaza von den Briten als illegale Einwanderer nach Palästina aufgebracht worden waren. Da es zwischen der jüdischen Selbstverwaltung und den britischen Militärbehörden erhebliche Schwierigkeiten gab und die Lager keine sichere Unterkunft im Winter boten, wurden beide Lager vom 2. bis zum 5. November wieder geräumt. Die 2342 Bewohner des „Lagers Pöppendorf“ wurden per Eisenbahn in eine ehemalige Kaserne nach Emden gebracht, die rund 1550 Bewohner des Lagers „Am Stau“ in das Marinelager nach Wilhelmshaven-Sengwarden. Die Lager Pöppendorf und Am Stau wurden danach umfangreich renoviert und standen ab dem 17. November wieder als Durchgangslager für Ostflüchtlinge zur Verfügung. Danach wurde das Lager abgerissen; heute erinnern nur noch die Grabstätten der in Pöppendorf verstorbenen Kinder auf dem Jüdischen Friedhof Lübeck-Moisling an das Lager. Eine Gedenktafel im Waldhusener Forst wurde mehrfach vandalisiert.
1999 wurde der Geschichtserlebnisraum Lübeck eingerichtet, der 2006 mit einem internationalen Preis ausgezeichnet wurde. Im Mai 2007 wurde auf dem Geschichtserlebnisraum der Bau der Kirche St. Nikolai begonnen. Es ist ein Nachbau einer mittelalterlichen norwegischen Stabkirche. Die Kirche wurde 2008 unter Beteiligung der Lübecker Bischöfin Bärbel Wartenberg-Potter geweiht.

## Verkehr

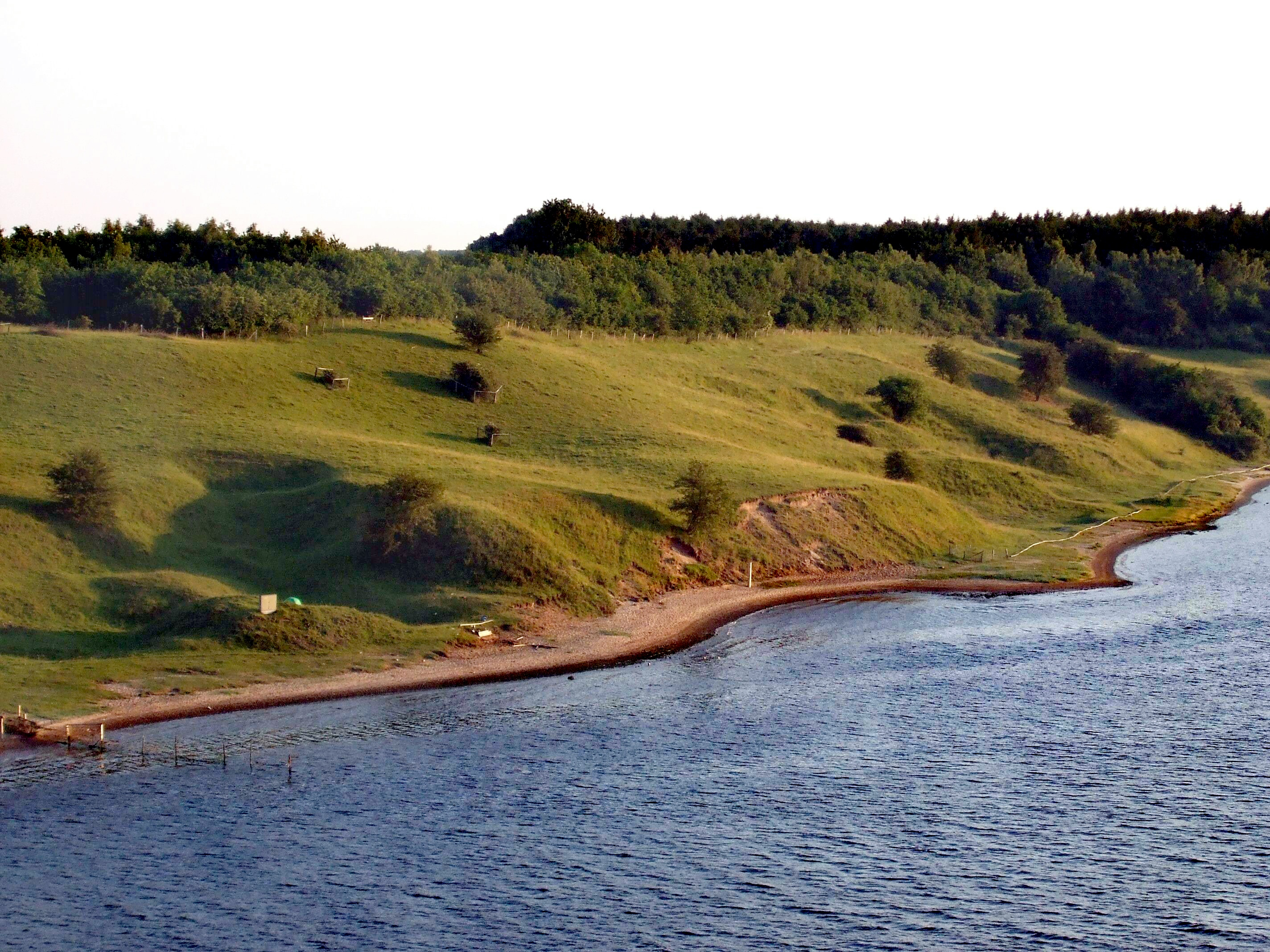
Dummersdorfer Ufer an der Untertrave

Kücknitz besitzt mit den beiden Haltepunkten Lübeck-Dänischburg IKEA und Lübeck-Kücknitz an der Bahnstrecke Lübeck–Lübeck-Travemünde Strand eine direkte Eisenbahnverbindung im Nahverkehr zum Hauptbahnhof Lübeck und nach Travemünde. Bis Anfang der 1960er Jahre bestand an gleicher Strecke auch noch der Bahnhof Pöppendorf.
Der Ort wird durch die Buslinien 30, 31, 32, 33, 39 und der Schnellbuslinie 40 der LVG als Tochterunternehmen des Stadtverkehr Lübeck (SL) bedient.
Die Autobahn A 1 streift den Ortsteil im Westen. Von der A 1 zweigt die A 226 ab und endet mitten im Ort, am Anfang der B 104. Die B 75 kommt von Norden aus Richtung Travemünde und verläuft zusammen mit der B 104 durch den Herrentunnel Richtung Lübecker Zentrum.

## Naturschutzgebiete
Bedeutendes Naturschutzgebiet in Kücknitz, das auf den Heimatschützer Wilhelm Ohnesorge zurückgeht, ist das Dummersdorfer Ufer an der Seeschifffahrtsstraße Untertrave.

## Kirchen

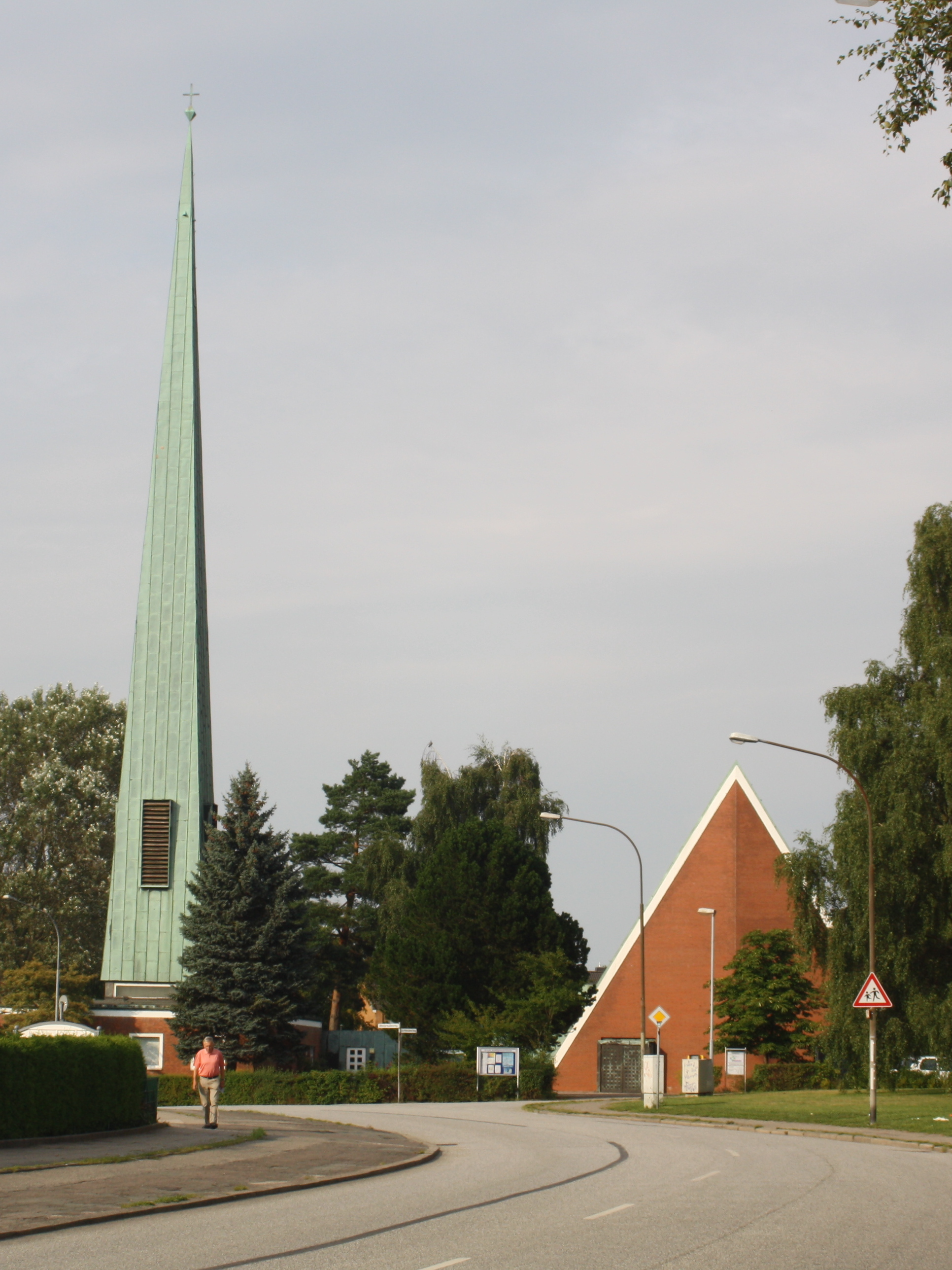
Dreifaltigkeitskirche
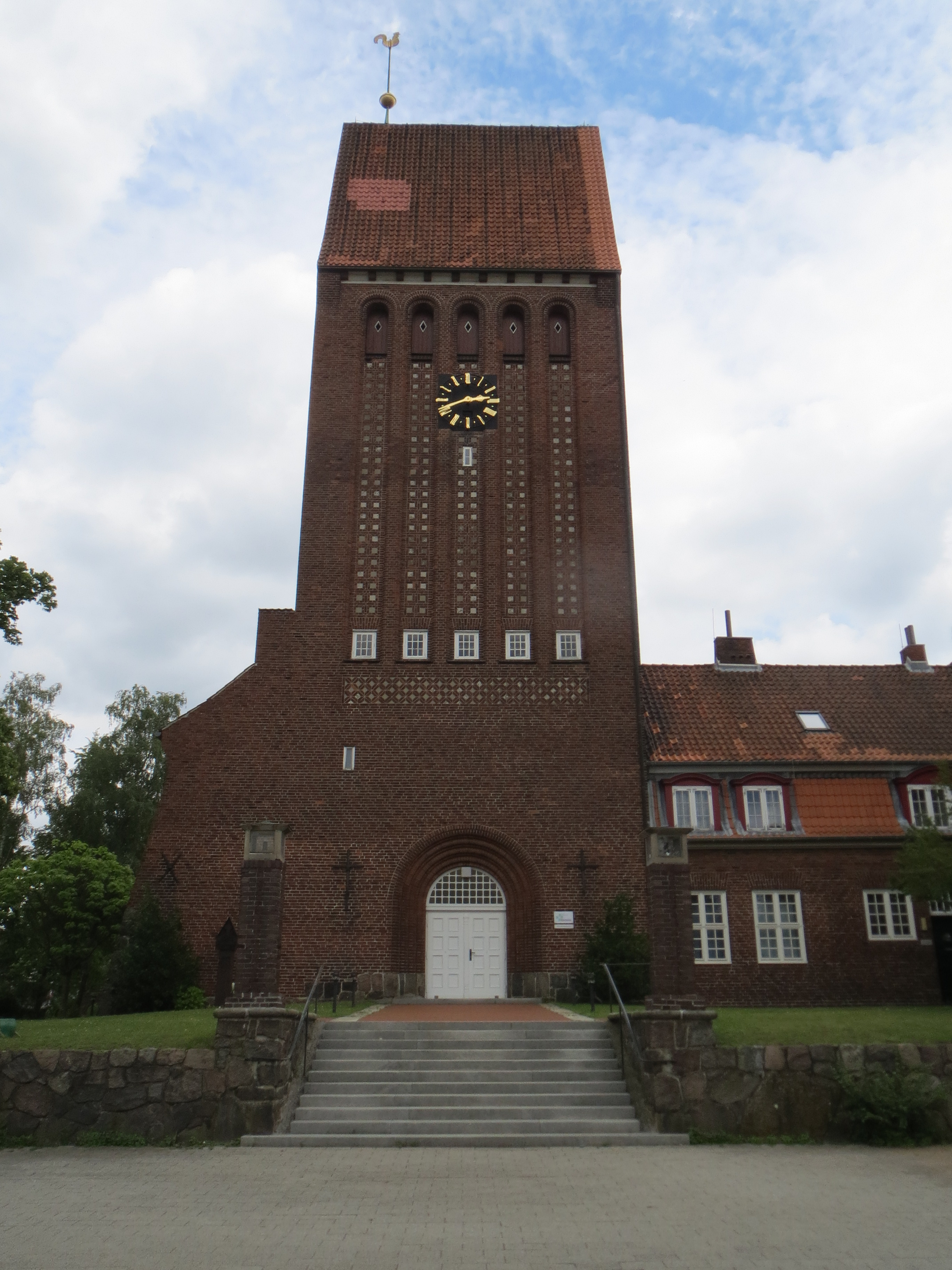
St.-Johannes-Kirche
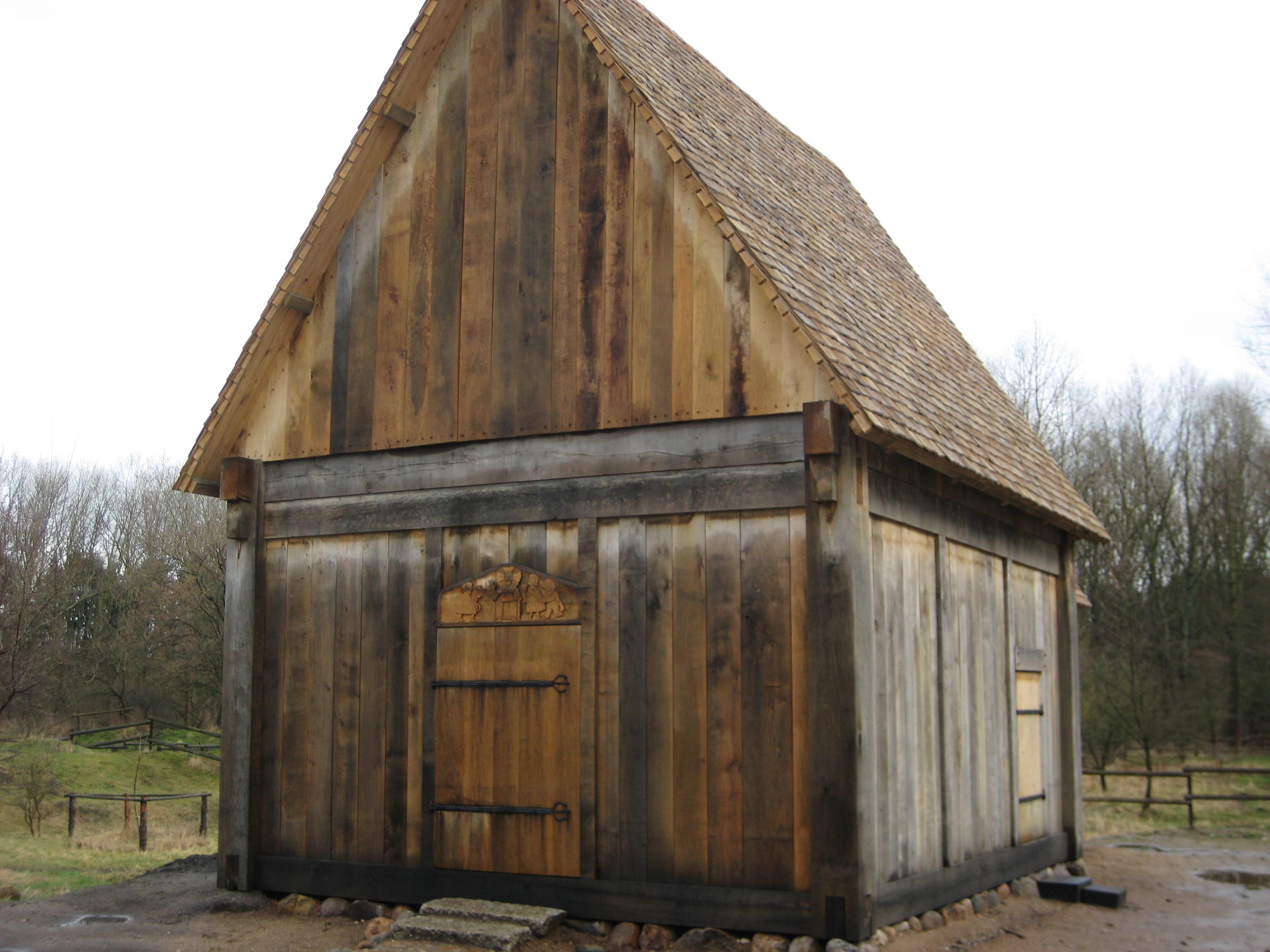
St. Nikolai
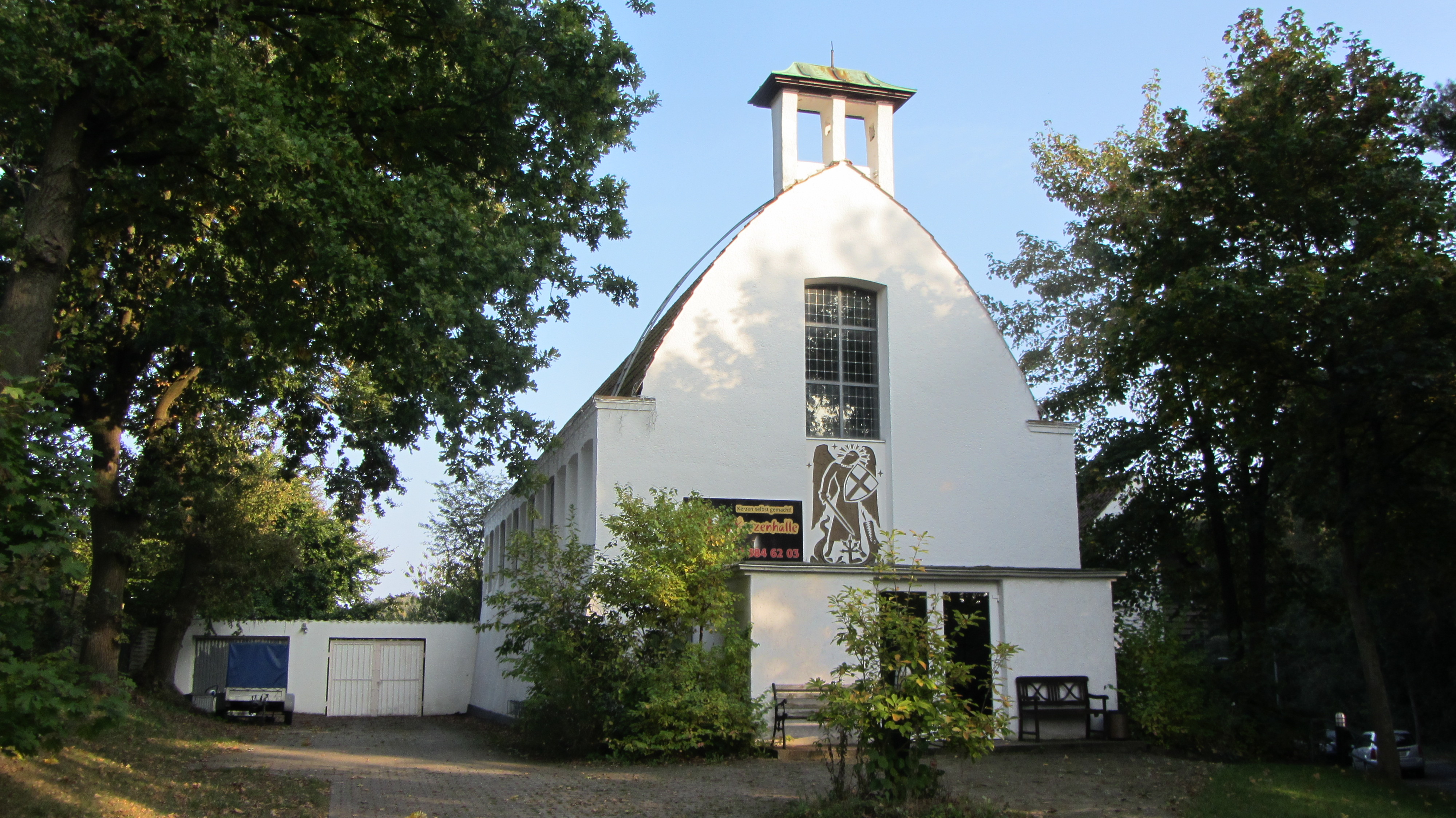
Ehemalige St.-Michael-Kirche

- evangelisch-lutherisch
  - St.-Paulus-Kirche, Dänischburger Landstraße (geweiht 1965)
  - St.-Johannes-Kirche, Dummersdorfer Straße (geweiht 1910)
  - Dreifaltigkeitskirche, Schlesienring (geweiht 1965)
  - St. Nikolai (Kücknitz) (geweiht 2008)
- Evangelisch-Freikirchliche Gemeinde (Baptisten), Hüttenstraße
- römisch-katholisch
  - Pfarrkirche St. Joseph, Josephstraße (benediziert 1910)

Die St.-Johannes-Kirche wurde um 1908 von Carl Mühlenpfordt entworfen, außerdem das dazugehörende Pfarrhaus und die Volksschule. Auch die St.-Joseph-Kirche wurde von ihm entworfen.
- Ehemalige Kirchen
  - St.-Michael-Kirche (ev.-luth.), Rangenberg (geweiht 1951 – Entwidmung 2008, Gebäude verkauft 2009)

## Schulen

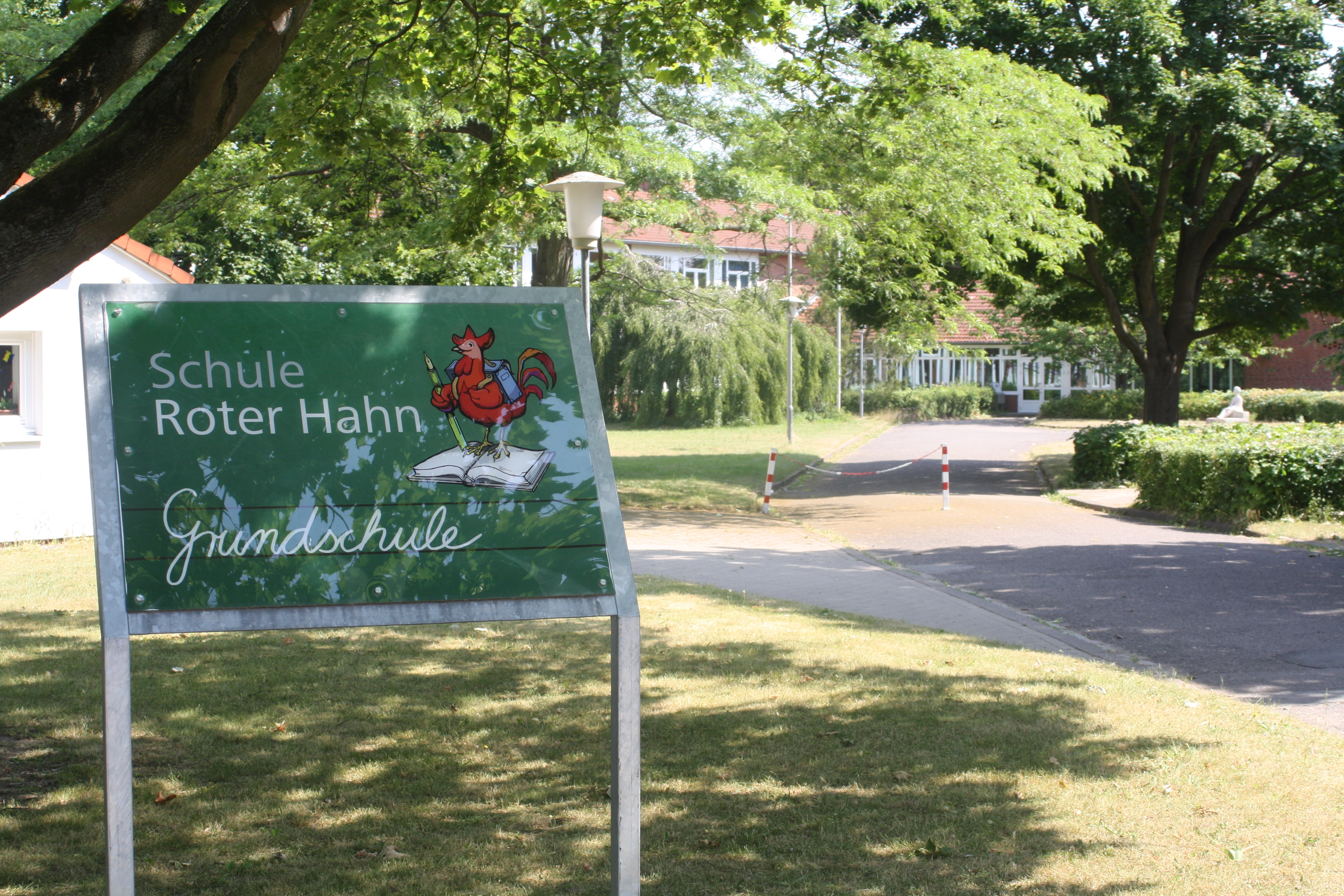
Grundschule Roter Hahn

- Förderzentren
  - Matthias-Leithoff-Schule (eröffnet 1962), Haferkoppel, 156 Schüler in 16 Klassen
- Grundschulen
  - Rangenberg-Schule, Rangenberg, (eröffnet 1939), 90 Schüler in 4 Klassen
  - Grundschule Roter Hahn, Schneidemühlstraße, (eröffnet 1960), 249 Schüler in 13 Klassen
  - Grundschule Utkiek, Utkiek, (eröffnet 1964), 140 Schüler in 7 Klassen
- Grund- und Gemeinschaftsschulen
  - Trave-Grund- und Gemeinschaftsschule, Kücknitzer Hauptstraße, 560 Schüler in 26 Klassen
- Gymnasien
  - Trave-Gymnasium, Kücknitzer Hauptstraße, (eröffnet 1973, im Schulzentrum seit 1979), 386 Schüler in 17 Klassen
- Berufsbildende Schulen
  - Ludwig-Fresenius-Schule, Hochofenstraße
- Ehemalige Schulen
  - Luisenhofschule, Siemser Landstraße (bis 2011)

Schülerzahlen aus dem Schuljahr 2018/2019

## Kulturdenkmale
- Liste der Kulturdenkmale in Lübeck-Kücknitz